# メリッサーノ
メリッサーノ（イタリア語: Melissano）は、イタリア共和国プッリャ州レッチェ県にある、人口約7,100人の基礎自治体（コムーネ）。

## 地理

### 位置・広がり

#### 隣接コムーネ
隣接するコムーネは以下の通り。
- カザラーノ
- マティーノ
- ラーカレ
- タヴィアーノ
- ウジェント